# (5143) Heracles
(5143) Heracles es un asteroide perteneciente a los asteroides Apolo descubierto el 7 de noviembre de 1991 por Carolyn Jean S. Shoemaker desde el observatorio del Monte Palomar, Estados Unidos.

## Designación y nombre
Heracles recibió inicialmente la designación de 1991 VL.
Posteriormente, en 1992, se nombró por Heracles, un personaje de la mitología griega.

## Características orbitales
Heracles orbita a una distancia media de 1,834 ua del Sol, pudiendo alejarse hasta 3,25 ua y acercarse hasta 0,4176 ua. Tiene una inclinación orbital de 9,035 grados y una excentricidad de 0,7723. Emplea 906,9 días en completar una órbita alrededor del Sol. El movimiento de Heracles sobre el fondo estelar es de 0,3969 grados por día.
Heracles es un asteroide cercano a la Tierra.

## Características físicas
La magnitud absoluta de Heracles es 13,8 y el periodo de rotación de 2,706 horas. Está asignado al tipo espectral O de la clasificación SMASSII. Heracles tiene aproximadamente 3,65 km de diámetro.

## Sistema binario
En diciembre de 2011 se descubrió, desde el Observatorio de Arecibo, que Heracles es un asteroide binario.